# Arctocebus aureus
El poto dorado (Arctocebus aureus)  también llamado anguantibo dorado es un primate estrepsirrino de la familia Lorisidae. Comparte el género Arctocebus con el Arctocebus calabarensis y juntos se les llama comúnmente los potos dorados. El anguantibo dorado se encuentra en Camerún, República del Congo, Guinea Ecuatorial y Gabón. Su hábitat habitual es la selva, pero también se sabe que vive en tierras de cultivo.
Al igual que el anguantibo calabar, el angwantibo dorado pesa entre 266 y 465 gramos y tiene una cola achaparrada, dedos índices abreviados, una garra de aseo especializada en cada pata y una línea blanca en la cara. Se puede distinguir de su primo en gran parte por su color. El pelaje del dorso es rojo dorado, con un rojo más apagado en su vientre. A diferencia del angwantibo calabar, el angwantibo dorado no tiene membrana nictitante.
El anguantibo dorado es una especie nocturna y arbórea que se encuentra típicamente en pequeñas ramas a 5-15 metros sobre el suelo. Su dieta consiste en alrededor del 85% de insectos (especialmente orugas) y el 14% fruta. Su comportamiento de forrajeo, antipredador, social y reproductivo es extremadamente similar al del anguantibo calabar.